# 露安 (歌手)
安·艾德薇吉·瑪麗亞·佩歇特（法語：Anne Edwige Maria Peichert，法語發音：[an peʃɛʁ]；1996年11月26日—），藝名為露安（Louane），有時亦以露安·艾梅哈（Louane Emera，[lwan emɛʁa]）之名活動，是一位法國歌手、詞曲作家和演員。
她於2013年參加電視選秀節目《法國好聲音》第二季而嶄露頭角，並於2014年的電影《貝禮一家》中擔綱主演而聲名大噪，該片讓她贏得第40屆凱薩獎最有潛力女演員獎。
她的個人首張錄音室專輯《驚豔法蘭西》於2015年發行，不只成為當年法國最暢銷的專輯，還在隔年榮獲勝利音樂獎年度最佳新人專輯獎。之後她又陸續推出了四張專輯：《露安魅力》（2017）、《捨我誰紅》（2020）、《Sentiments》（2022），以及《Solo》（2024）。
她以歌曲〈媽媽〉代表法國參加2025年歐洲歌唱大賽並獲得第七名。

## 早年生活
露安於1996年11月26日出生於法國北部-加來海峽聖卡特琳，並於同省的埃南-博蒙長大。她在家中六個手足中排行第五，其中包括四位姊妹——絲蒂芬妮（Stéphanie）、席琳（Céline）、瑪琳（Marine）和路易絲（Louise），以及一位哥哥班瓦（Benoît），全家兄弟姊妹都曾擔任教堂的輔祭，而露安也接受天主教教育直到初領聖餐禮為止。她的雙親從事國際保險經紀業，父親尚-皮耶·佩歇特（Jean-Pierre Peichert）是一位母親是波蘭人、父親是德國人的法國人；而她的母親伊莎貝爾・平托・多斯・桑托斯（Isabel Pinto dos Santos）則是巴西-葡萄牙混血，有著葡萄牙父親與巴西母親的血統。露安在八歲時診斷患有過動症，她解釋道，兒時常因與人爭執而受到父親的懲罰：「他讓我學會紀律。他既嚴厲，也充滿愛。」
她的父母將露安託付給保母莫妮克（Monique）照顧，而莫妮克亦與她分享對音樂的熱愛。露安後來回憶道：「我們經常一起唱歌。莫妮克覺得我有天分。某天她決定幫我報名歌唱比賽，那時我才八歲。她是先斬後奏，讓我媽無法拒絕。我們一起去那場比賽，我得到第五名。雖然很緊張，但我超愛的。」此後，莫妮克鼓勵她繼續追夢，並說服露安的父母讓她接受歌唱課程。
2008年，露安以本名報名參加法國電視真人秀節目《明星學校》。
露安在青少年時期失去雙親。2013年2月，露安的父親逝世，那時她尚未參加《法國好聲音》，三個月後，她在節目中以〈想像〉一曲獻給父親；而母親於2014年因癌症而過世。

## 事業生涯

### 2013年：《法國好聲音》
2013年，露安以藝名報名參加第二季《法國好聲音》，並打進決賽。

### 2014年－至今：《貝禮一家》與《驚艷法蘭西》
參加完法國好聲音後，法國導演艾瑞克·拉緹戈邀請艾梅哈參加電影《貝禮一家》試鏡，她獲選飾演女主角。該片獲得第40屆凱薩獎六項提名，使露安獲得最有潛力女演員獎。
2015年2月5日，露安出席潔西·J巴黎演唱會並擔任開場嘉賓。3月2日，露安發表個人第一張錄音室專輯《驚豔法蘭西》，此專輯獲得金唱片銷量，單曲〈Avenir〉在YouTube點擊率達4000萬以上。
2017年，她參與老菸槍雙人組的專輯《記憶…封存》裡單曲演唱。

## 私人生活
自2018年夏天起，露安與法國歌手弗洛里安·羅西開始交往。2019年11月，《Public》雜誌表示露安和羅西即將迎來第一個孩子，預產期為2020年3月；她於3月底生下女兒愛絲梅（Esmée）。2024年10月，他們宣布訂婚。

### 社會活動
露安在青少年時期曾是肥胖歧視的受害者，她長期受暴食症和軀體變形障礙的困擾，並積極為這些議題發聲。
2016年，她出演了慈善演唱會Les Enfoirés的群星專輯《Au rendez-vous des Enfoirés》。
2021年，露安擔任法國大眾救濟組織的「綠色聖誕老人」（Pères Noël verts）活動代言人。

## 音樂作品

### 錄音室專輯
- 《驚豔法蘭西（英语：Chambre 12）》（2015）
- 《露安魅力（法语：Louane (album)）》（2017）
- 《捨我誰紅（英语：Joie de vivre (album)）》（2020）
- 《Sentiments（法语：Sentiments (album)）》（2022）
- 《Solo》（2024）

## 影視作品

### 電影
| 年份 | 標題         | 角色      | 備註                                                                    |
| ---- | ------------ | --------- | ----------------------------------------------------------------------- |
| 2014 | 《貝禮一家》 | 寶拉·貝禮 | 獲獎－第20屆盧米埃獎最有潛力女演員獎 獲獎－第40屆凱薩獎最有潛力女演員獎 |

## 獲獎和提名
| 年份 | 獎項           | 提名             | 作品         | 結果 |
| ---- | -------------- | ---------------- | ------------ | ---- |
| 2015 | 第20屆盧米埃獎 | 最有潛力女演員獎 | 《貝禮一家》 | 獲獎 |
| 2015 | 第40屆凱薩獎   | 最有潛力女演員獎 | 《貝禮一家》 | 獲獎 |

## 外部連結
- 露安在互联网电影资料库（IMDb）上的資料（英文）
- 露安的X（前Twitter）
- 露安的Instagram帳戶

| 奖项与成就                       | 奖项与成就                  | 奖项与成就  |
| -------------------------------- | --------------------------- | ----------- |
| 前任： 斯理曼 〈我的愛〉（2024） | 歐洲歌唱大赛法國參賽者 2025 | 繼任： 待定 |